# Mágnesesrezonancia-képalkotás

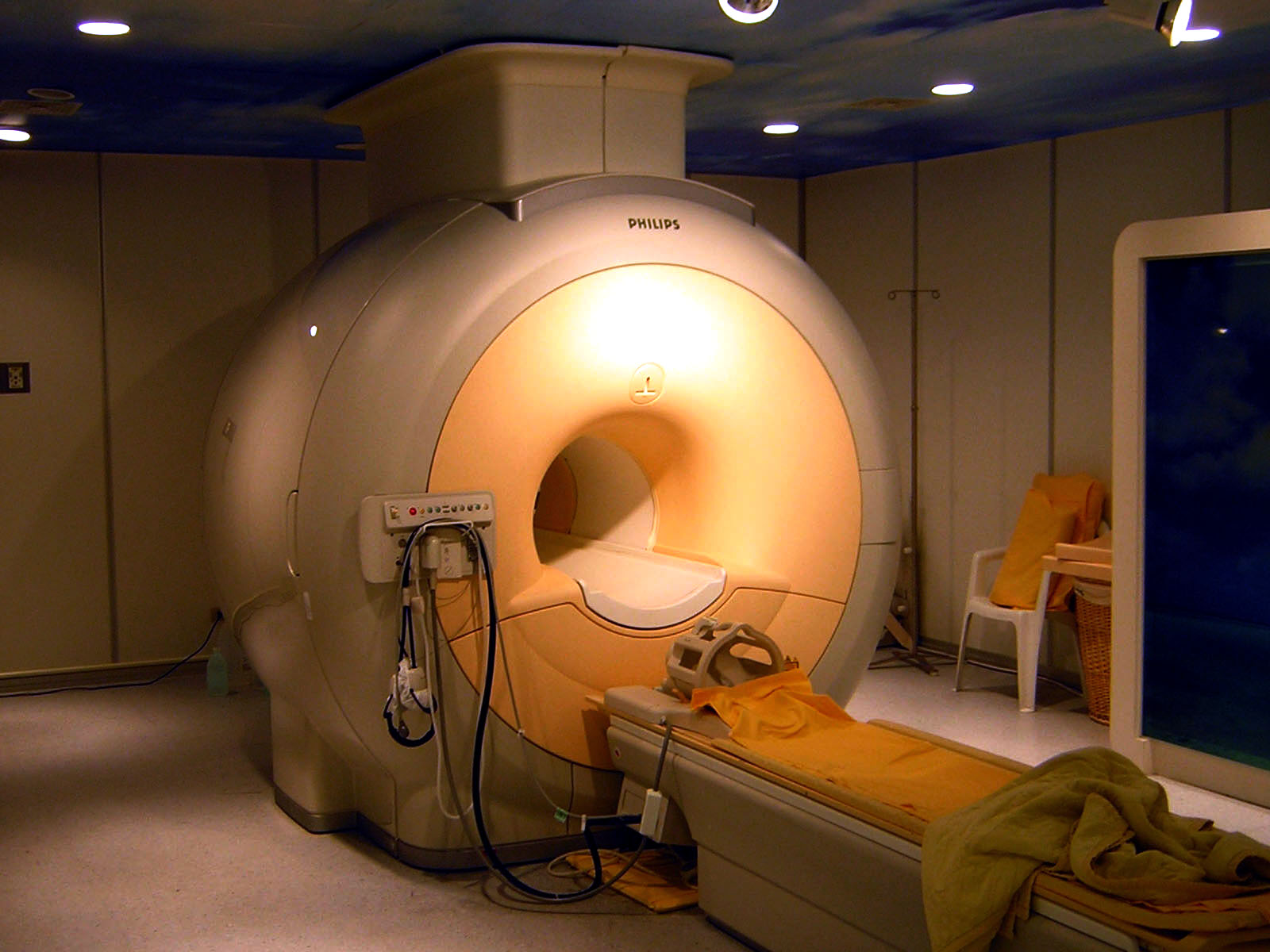
MRI-készülék

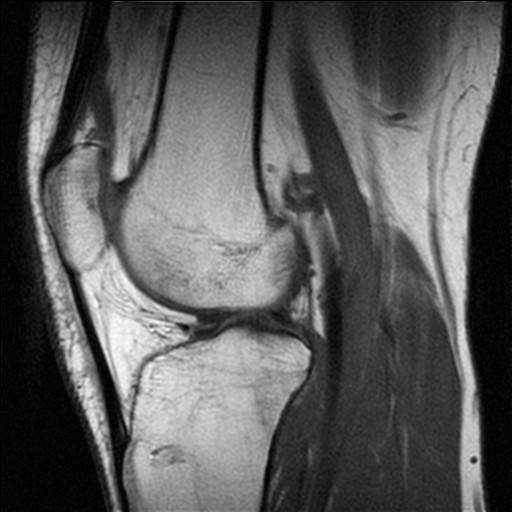
Térd rétegfelvétele

T1 súlyozással készült mozgókép az agyról

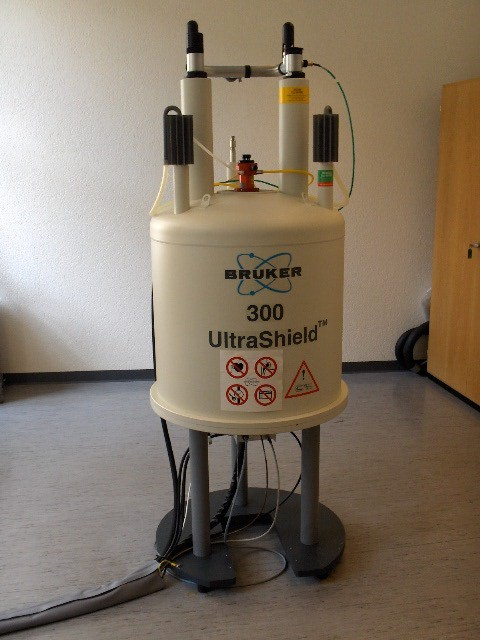
NMR-spektrométer szupravezető mágnese

Egy fej képe medián metszetben mágneses rezonancia képalkotással

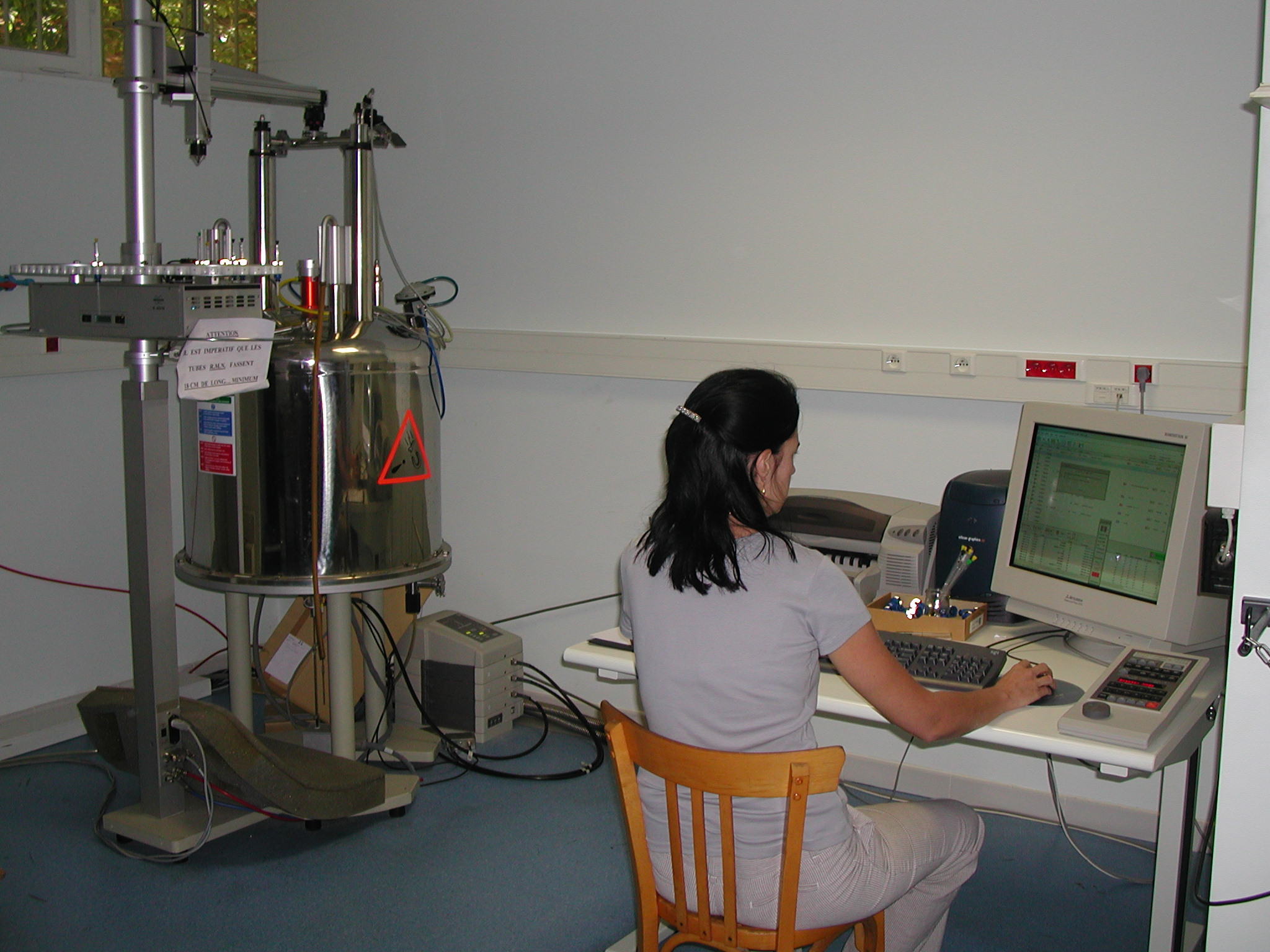
Egy 200 MHz-es, automatikus mintaváltóval rendelkező NMR-spektrométer a szerves kémiában vegyületek szerkezeti összetételének meghatározására

Az MRI az angol „(Nuclear) Magnetic Resonance Imaging” rövidítése, jelentése:  mágneses magrezonancia segítségével történő képalkotás. A technikát elsősorban az orvosi diagnosztikában használják a test szerkezetének leképezéséhez. (Hazánkban leginkább az „MR-vizsgálat” kifejezés használatos.) Emellett az agyi képalkotás területén is egyre gyakrabban alkalmazzák. Előnye a komputertomográfiához (elterjedtebb angol rövidítéssel CT) képest, hogy jobb a kontrasztfelbontó képessége a lágy szövetek területein. Létezik a strukturális MRI-vizsgálat (sMRI) mellett funkcionális mágneses rezonanciavizsgálat (fMRI) is, amellyel a vizsgált szervek működéséről nyerhető információ.
Viszonyításképpen néhány adat a mágneses erő mértékére: a Föld mágneses mezője kb. 0,5 G (gauss) erősségű, az átlagos hűtőmágnesek 35–200 G, az iparban használatos eszközök 300–5000 G erősségűek. Az MRI-vizsgálat során 10 000 – 30 000 G (1–3 Tesla) erősségű mágneses teret alkalmaznak. Laboratóriumokban ennél nagyobb értékeket is elérnek. Kisállatok vizsgálatára alkalmas MRI-berendezések mágneses térereje 4,7 T és 11,7 T közé esik.

## Történeti áttekintés
Az MRI valójában nem egy eszköz, hanem inkább eszközök gyűjteményének tekinthető, nagyon összetett képalkotó eljárás. Nem könnyű egyetlen névhez kötni a felfedezését, inkább több kutatót lehet megnevezni, akik fontos szerepet játszottak a technológia megszületésében. A legfontosabb mérföldköveket mind Nobel-díjjal jutalmazták. Így például Isidor Isaac Rabi 1938-ban írta le a mágneses magrezonancia jelenségét. A felfedezéseiért 1944-ben megkapta a fizikai Nobel-díjat. 1952-ben megosztott Nobel-díjjal jutalmazták Felix Bloch-ot és Edward Mills Purcellt az anyagok szerkezetének vizsgálatára alkalmassá tett mag mágneses rezonancia vizsgáló módszer kidolgozásáért, a nukleáris mágneses rezonancia (NMR) módszerért.
Az eljárás alapja a különböző atommagok azon tulajdonsága, hogy rájuk jellemző mágneses tulajdonságokkal rendelkező térben képesek a sugárzási frekvencia abszorpciójára, így többletenergiához jutnak. Később az általunk sugárzott jel megszűntével a többletenergiájuk leadása következtében, helyzetüknek megfelelően azonos vagy kissé eltérő frekvenciájú rádióhullámú jelet sugároznak vissza. Az atommagoknak a molekulában elfoglalt helye is karakteresen befolyásolja a rá jellemző rezonanciafrekvenciát. Tehát a molekulán belüli elhelyezkedés is befolyásolja a rezonanciafrekvenciát (ezt nevezik kémiai eltolódásnak). Ezt vizsgálva hasznos információhoz juthattak az analitikai kémiában és a biokémiában.
Azonban ezzel a technikával az 1970-es évekig egyelőre csak „általános anyagvizsgálatra” volt használható a berendezés, mely az anyag szerkezeti részleteiről nem szolgált információval. 1971-ben Raymond Damadian in vitro MRI kísérletekkel kimutatta, hogy a rákos szövetek jól elkülöníthetőek az egészségesektől, az MRI paramétereik különbségének következtében (tumorok esetében hosszabb relaxációs időt mértek mint az egészséges szövetek esetében). Ezzel az MRI előfutárává vált és több más a technikával kapcsolatos szabadalmat jegyeznek a neve alatt.
1977-ben Damadiannek és munkatársainak sikerült szeletképet készíteniük egy emberi mellkasról. A vizsgálat során még az emberi testet mozgatták a felvétel készítése alatt, és így 10 mm-es felbontást sikerült elérniük. A felvétel 4,5 óráig tartott.
A mágneses rezonancián alapuló képalkotásaikért Paul Lauterbur és Peter Mansfieldnek a Nobeldíj-testület 2003-ban megosztva ítélte oda az orvosi Nobel-díjat. Paul Lauterbur az MRI-jelek lokalizációját oldotta meg: homogén mágneses mező használata helyett különböző gradiensű mágneses tereket használt. Így az atommagok annak megfelelően, hogy milyen gradiensű mágneses terekben helyezkednek el, más-más rezonanciafrekvenciával jellemezhetőek, amiből visszakövetkeztethető az elfoglalt helyük. Ezzel a technikával már nem volt szükség a test mozgatására a felvétel készítéséhez.
A módszer érdekessége, hogy két vízzel töltött csövet használtak először a kísérlet folyamán, így tehát az első MR-kép vízzel töltött csövekről készült. A módszert Lauterbur „zeugmatography”-nak nevezte el, később a ma is jól ismert MRI név vált elterjedtté. Peter Mansfield kutatásainak köszönhetően sikerült ezt az eljárást jelentősen felgyorsítani. Az általa kidolgozott technikákkal vált lehetővé az MRI és később az fMRI megalkotása, mely alapvetően tehát az NMR-vizsgálatnak egytomográfiás módszere. Ez annyit tesz, hogy a CT-hez hasonlóan kétdimenziós szeletképek „gyors” sorozatát állítja elő, amelyekből matematikai elemzések sorozatán keresztül alkotják meg a jól ismert háromdimenziós MRI-képet.
Az MRI a CT-vel szemben nemcsak harántirányban vagy „transzverzálisan”, hanem bármilyen tetszőleges síkban képes a képek előállítására, emellett képes jobb kontrasztú képet adni a lágy szövetekről. A vizsgálatnak megfelelően különböző súlyozásokkal a vizsgálat szempontjaihoz igazított képet tud biztosítani.
A mérőeljárások során kapott információból az előbb említett számítógépes képrekonstrukcióhoz elsőként használt Fourier-transzformációt 1975-ben Richard Ernst. Az eljárásért, az „NMR Fourier Zeugmatography” kidolgozásáért 1991-ben kémiai Nobel-díjat kapott. Ernst ötlete alapján az Aberdeen-i Egyetemen William A. Edelstein vezetésével tovább tökéletesítették a módszert, jelenlegi ismereteink szerint szinte véglegesen, mert a további tökéletesítéshez már az anyag fizikai tulajdonsága szab határt, így a képrekonstrukció ideje pár perces nagyságrendűre csökkent.
A funkcionális mágneses rezonancia vizsgálat (fMRI) során az agyat működése közben különböző feladatok elvégzése alatt vizsgálják, ami a pszichológiai és neurológiai kutatások szempontjából rendkívül nagy jelentőséggel bír. Az fMRI az MRI-technológiának egy kifinomultabb módszere, melynek élettani alapjait Charles Smart Roy és Charles Scott Sherrington fektették le.
Charles Smart Roy és Charles Scott Sherrington 1890-ben, észrevették az agy működése folytán a véráramba kerülő vegyületeket, amelyek hatására változik az erek mérete és az agyi terület vérellátottsága. Feltételezésük szerint ez a különböző aktivitásokhoz szükséges energiamennyiség biztosítása érdekében történik, mivel ha egy terület aktivitása növekszik, akkor annak energia- és egyben oxigénigénye is emelkedik. A megnövekedett oxigénigényt a hemoglobin molekula által leadott oxigén biztosítja, ezzel megnövelve a vér dezoxihemoglobin tartalmát. Ez azért fontos mert 1990-ben Seiji Ogawa észrevette, hogy a hemoglobin és a dezoxihemoglobin koncentrációinak a különbsége MRI-vel meghatározható, ezzel elsőként lehetővé téve a véráramlás nyomon követését és így lehetővé téve a helyi keringési aktivitásra való következtetés levonását.
A dezoxihemoglobin paramágneses tulajdonságánál fogva nagyobb mértékben árnyékolja a mágneses teret, ez a helyi árnyékolás mérhető a működési vagy fMRI-képalkotás során, ez az úgynevezett véroxigén-szint függő (Blood-oxygen-level dependent) vagyis BOLD fMRI. Fontos tisztázni azonban egy általános félreértést: egy terület fokozott aktivitása alatt nem az adott területen lévő idegsejtek fokozott kisülésére kell gondolni. Az összefüggés a fokozott metabolikus igényekkel nem a területi kisülési rátával, hanem a területre beérkező feldolgozandó jelek mértékével van összefüggésben, ami így közvetett módon az őt beidegző területek ingerület átvivő aktivitásából eredeztethető, minek kísérlet tervezésekor és értelmezésekor fontos szerepe lehet.
Így vált a fMRI a neurológiai jellegű kutatások széles körű eszközévé, mivel nem-bahatoló ún. „non-invazív” módon az egészséget nem károsítva tudják nyomon követni az agy működését és szerkezetét. Az fMRI-méréseknél az MRI korlátai viszont már komolyabb problémát jelenthetnek. Az agyi eseményekhez mérten rendkívül rossz az időbeli felbontásuk, azaz nehéz elkülöníteni két időben közelálló aktivitási képet, ami nehézséget jelenthet a kísérlet tervezés folyamán.
Az első MRI-készüléket Magyarországon a Semmelweis Egyetem Szív- és Érsebészeti Klinikáján helyezték üzembe 1986-ban.

## Az MRI-berendezés
A készülék központi része egy mágnes, melynek mágneses terébe fektetik a beteget (vagy kísérleti személyt). A mágneses tér erőssége nagyban meghatározza a kinyerhető jel erősségét, így erősebb mágnessel jobb minőségű képet kapunk és a mérés ideje is csökkenthető.
Ebből a szempontból kétféle készülék különböztethető meg: 1, az alagút rendszerű és 2, a nyitott mágneses MR. Az alagút rendszerű az elterjedtebb, a készülék egy nagy szupravezető tekercsből áll, amelynek közepe (pácienstér) egy szűk, működés közben zajos hely, emiatt némely ember számára nehezen elviselhető. Ezek általában nagyobb teljesítményű 1,0, 1,5, 3,0, 7,0 Tesla indukciójú (ezzel arányosan térerejű) berendezések.
A nyitott mágnessel szerelt készülékek ellenben kényelmesebbek lehetnek a szorongó betegek számára, a hátrányuk viszont az, hogy a gyengébb mágnessel rosszabb képminőséget produkálnak. Általában 0,1-0,3 Tesla indukciót (térerősséget) érnek el, illetve manapság már megjelentek az 1,0 Tesla mágneses térerejű készülékek is.

## Az MRI működési alapelve
Egy mesterségesen fenntartott erős mágneses térbe helyezik a vizsgált testrészt, amely elbillenti a hidrogénatomokban levő protonok tengelyének irányát. Azért alkalmas a hidrogén a tanulmányozásra, mert elegendő mennyiségben van jelen, és páratlan protonszámú (1). A test körülbelül 70 százalékát víz (H2O) alkotja, amely részben hidrogénből épül fel. Ezeket a szkennelés alatt, rétegenként, plusz energiával „bombázzák”, ezzel megváltoztatják a tengelyek dőlését. Ezután a proton, miközben „igyekszik” visszaállítani eredeti dőlésszögét, a kapott energiát visszasugározza. Ezt a visszasugárzott energiát képes mérni a készülék, és ez alapján nyerhető a H-atomok elhelyezkedéséről alkotott háromdimenziós kép is. Így szisztematikusan, tetszőlegesen beállított síkokban képeket készítenek, amelyekből információt nyernek az adott térfogaton található szövetek víztartalmáról, sűrűségéről, végső soron azok anyagáról, mely a szerkezeti elemzésekhez szükséges (pl. lásd II. ábra: „Térd rétegfelvételei”).

## Az MR-képek felbontása
A térben változó mágnesestér („gradienstér”) szerepe kulcsfontosságú az MRI-felvételek felbontásának szempontjából. A jó felbontáshoz arra van szükség, hogy a felfogott jelet minél pontosabban tudják lokalizálni. Ezt a felbontó képességet voxelekben határozzák meg. A voxelek milliméter nagyságrendű élhosszúsággal rendelkező téglatestek. A három dimenzióban megalkotott mágneses gradiensekkel a 3DFT (three-dimensional Fourier transformation) technikával 0,1-0,5 mm vastagságú képek készíthetők. Az MR többek közt ezekben az elektromágnesekben, gradienstekercsben folyó nagy erősségű áramtól hangos működés közben. Ezek a gradiens terek játszanak szerepet a mozgásos leletek csökkentésében is (GMR).

## Az MR-képek kontrasztja
Az élő szervezet nagy arányban tartalmaz vizet, így a szövetekben a hidrogén nagy mennyiségben megtalálható. Ehhez még a zsírok, fehérjék, szénhidrátok hidrogéntartalma is hozzájárul. Ezért MR-mérések leggyakrabban a hidrogén leggyakoribb izotópjának, az egyetlen protonból álló prócium (1H) NMR-képalkotást jelentik. A protonok a képalkotás szempontjából három alapvető tulajdonsággal jellemezhetőek:a T1, a T2 elernyedési (relaxációs) idővel és a protonok sűrűségével. A képalkotás a három paraméter különféle súlyozásával készíthető el, igy készíthetők T1-súlyozott, T2-súlyozott és protonsűrűségjelző képek. Ezek a képek abban különböznek, hogy a különböző befolyásoló paramétereik, mint a hőmérséklet, a szövetek mágneses inhomogenitása, különféle mozgások, mint például a szöveti diffúzió, a véráramlás stb. miatt különböző kontrasztú képek nyerhetőek. A T1-súlyozású képek részletgazdagok, ahol a zsír fehér, az agyi gerincvelői folyadék ( az ún. liquor) fekete, s a szürkeállomány a fehérállománytól jól elkülöníthető.
A T2-súlyozású képeken az agyi gerincvelői folyadék erős fehér kontraszttal határolt, így a sérülések nagy része is jól kirajzolódik, a szürkeállomány sötétebb, míg a fehérállomány világosabb képet ad.
A protonsűrűség jelző képek jól használhatóak a szabad és a kötött vizek elkülönítésében, így főleg diagnosztikában játszanak számottevő szerepet.

## Az anatómiai atlaszok szerepe
Ahhoz, hogy a képeken lévő területekre hivatkozni tudjanak, vagy az elváltozásokat legyen mihez hasonlítani, a szakemberek elkészítettek egy „mintaagyat”, amelyben három koordinátatengely (x, y, z) mentén tájékozódhatnak. A korábbi Talairach-atlaszt (amely egyetlen, alkoholbeteg nő felszeletelt agya alapján készült) lassan felváltja a nagyobb mintából származó, átlagolással létrehozott ún. MNI-sablon. Ám mivel ez a két sablon nem teljesen egyforma, átalakító műveletekkel lehet őket egymásba konvertálni, azért, hogy a különböző tanulmányokat össze tudják hasonlítani, és mert a Brodmann-területek csak a Talairachban vannak feltüntetve, az MNI-ben nem.

## Nehézségek az elemzésben
Bár az MRI-eljárást napjaink legjobban használható képalkotó eljárásának tekintik, számos probléma nehezíti meg a használatát:
- a legkisebb elemzési egységek (voxelek) a legnagyobb felbontású gépekben is milliméter nagyságrendűek
- a felvételek elkészítése hosszadalmas, nagy körültekintést igényel és drága
- a résztvevő (akaratlanul is) mozog, a képek egymáshoz képest elmozdulnak, ami az elemzésekben komoly problémát okoz
- a mágneses mező nem egyenletes, ami a képeken nehezen kiszámítható torzulásokhoz vezet
- a szkenner az eljárás alatt felmelegszik
- rossz a jel-zaj arány, ami rontja a statisztikák megbízhatóságát
- nincs egyértelmű megfelelés a struktúrák és a hozzájuk tartozó funkciók között

Abban az esetben, amikor különböző emberek agyát szeretnék összehasonlítani, még egy fontos dologgal számolniuk kell a kutatóknak: az emberi agyak nem egyformák. Különbözhetnek barázdáltságukban, méretükben, sőt még alakjukban is (hasonlóan például az arcokhoz vagy akár a kezekhez). Ahhoz, hogy össze tudják hasonlítani, bonyolult módszerekkel (regisztráció, transzformáció, illesztés) először megfeleltetik őket egymásnak. Regisztráció alatt a szükséges átalakítások felmérését, számítását értik, a transzformáció során pedig végre is hajtják ezeket. A fenti terminológiát más módon is használhatja a szakirodalom. Azért érdemes a regisztrációs számításokkal kezdeni, mert több regisztráció összevonásával kevésbé romlik a képek minősége, mintha minden lépésnél a tényleges transzformáció is megtörténne.
Ezeket a számításokat a koordináta-transzformáció szabályai szerint végzik. A legjobban követhető transzformációk közé tartoznak a geometriából is ismert eltolások vagy lineáris transzformációk. Ilyen például merev testek esetén (ugyanazon személy elmozdult agyának illesztésére) a mozgatás illetve forgatás három tengely mentén, de ide tartozik a méretezés és a torzítás is. Ezeket és más, nemlineáris transzformációkat a megfelelő beállítások után általában az elemző szoftverek végzik.

## MR-biztonság

### Beültetett és idegen testek
Az egyik legfontosabb dolog az MR-biztonsággal kapcsolatban, hogy a szívritmus-szabályozóval az ún. pacemakerrel rendelkező személyeket általában nem szabad alávetni a pásztázásnak vagy szkennelésnek, bár létezik egy nagyon szigorú protokoll arra nézve, hogy milyen esetekben engedélyezhető mégis az eljárás szívritmus-szabályozóval élőknél. Számos aritmiás rendellenességről, sőt halálesetről is számoltak be már pacemakerrel rendelkező betegek esetében, akiket megfelelő elővigyázatosság és előzetes vizsgálatok nélkül vetettek alá mágneses rezonancia vizsgálatnak. Az egyéb elektromos beültetett eszközök, ún. „implantátumok” különböző mértékben jelenthetnek ellenjavallatot, a szkennelési technológia, az implantátum tulajdonságai, a szkennelési protokoll és a vizsgálni kívánt testrész függvényében.
Számos egyéb orvosilag beültetett idegen test jelenléte is meghiúsíthatja az MR-vizsgálat tervét, ilyenek az agyidegek ún. nervus vagus serkentői, inzulin-pumpák, cochlea-implantátumok, beültethető cardioverter-defibrillátor (ICD) és sok más orvosi implantátum. Az ilyen jellegű orvosi berendezésekről a páciensnek minden esetben teljes körű információt kell nyújtania (gyártó, modell, sorozatszám és a beültetés dátuma) az összes beültetett idegen testről, mind az MR-vizsgálatot javasló orvosnak, mind pedig a radiológusnak vagy technológusnak az MR-szobába való belépést megelőzően.
Bár ezek a beültetések manapság még aktuális problémákat vetnek fel, a kutatók és gyártók folyamatosan dolgoznak olyan újabb modellek kigondolásán, amelyekkel tovább csökkenthetnék, minimalizálhatnák az MR használata miatt fennálló kockázatokat beültetett orvosi berendezések jelenléte esetén. Ebben a kutatómunkában előrelépést jelent az implantátumok olyan nano-borításának terve, amely leárnyékolva a szerkezetet, megvédené azt a rádióhullámoktól.
Mágnesezhető idegen testek (pl. repeszdarabok) vagy fém implantátumok (pl. sebészeti protézisek, aneurizma sztentek) szintén lehetséges kockázati tényezőt jelentenek, és a biztonsági szempontokat személyre szabottan szükséges megfontolni. Az ilyen tárgyak mágneses- és rádióhullámok mezőibe kerülve olyan problémát okozhatnak, mint az implantátum mágneses mezőben való elmozdulása miatti sérülés, égési sérülés a tárgy indukciós felhevülése miatt, vagy a beültetett készülék meghibásodása, működésképtelenné válása. Ezek a következmények még súlyosabbak lehetnek a szem esetében. A legtöbb MRI-központ szemüregi röntgent készíttet azoknál a pácienseknél, akiknél felmerül, hogy szemükben fémszemcsék, fémdarabkák lehetnek, ami nem ritka a fémmel dolgozók, hegesztők esetében.
Nem mágnesezhető természete és alacsony elektromos vezetőképessége miatt a titán és ötvözetei alkalmasak hosszú távú beültetések és sebészeti eszközök alapanyagának. Nem a titán az egyetlen implantátum alapanyag, amely lehetővé teszi az MRI alkalmazhatóságát, azonban számos tekintetben ez a legpraktikusabb. A fémek által okozott műtermékek gyakran üres területekként jelennek meg az MRI-képen az implantátum környékén, amit sokszor „fekete-lyuk” jelnek hívnak – például egy 3 mm átmérőjű, titánötvözetből készült koszorúér-sztent az MRI-felvételen egy 5 mm-es üres térként jelenik meg, míg ugyanez rozsdamentes acél implantátum esetében 10–20 mm-es, vagy akár még nagyobb műtermékként jelentkezhet.
Az ASTM International 2006-ban egy új osztályozási rendszert fejlesztett ki az implantátumok és egyéb klinikai készülékek besorolására, és jelenleg ez a US Food and Drug Administration által elfogadott szabvány.

MR-biztos jelzés

„MR–biztos jelzés”: a készülék vagy implantátum egyáltalán nem mágnesezhető, nem vezeti az elektromos áramot, nem reagál a rádiófrekvenciás jelekre és kiküszöböli az összes elsődlegesen potenciális veszélyforrást az MRI eljárás során.

„MR-feltételes” jelzés

„MR–feltételes”: a készülék vagy implantátum tartalmazhat mágneses, elektromosan vezetőképes, RF-reagens összetevőket, ami lehetővé teszi az MR-készülék közelében végzett tevékenységeket, biztosítva és betartva a biztonságos tevékenységhez szükséges feltételeket (mint például biztonságos használat 1,5 Tesláig tesztelve; vagy erősségben megadva: 500 Gauss alatti mágneses mezőknél.)

„MR-veszélyes” jelzés

„MR–veszélyes”: magától értetődően, ez olyan tárgyakra vonatkozik, amik fokozottan mágnesezhetők, és közvetlen veszélyforrást jelentenek a helyiségben tartózkodó személyekre és az ott lévő berendezésekre.
Bár a jelenlegi osztályozást eredetileg az orvosi műszerekkel kapcsolatos szabályozásra és engedélyezésre fejlesztették ki, alkalmazzák minden berendezés és felszerelés kezelésére vonatkozóan is, ami az MR-készülék környezetében megtalálható.
Pacemaker esetében az elsődleges veszélyforrást a rádiófrekvencia által okozott, az elektromos vezetésben beállt változások okozta szívritmus-zavarok jelentik, inkább, mint hogy a mágneses mező hatna a pacemakerre. Sok segédeszközt kifejlesztettek már, és számos kutatás és fejlesztés folyik ma is arra vonatkozóan, hogy milyen hatással vannak a rádióhullámok a testen belül.
Azoknak a pácienseknek, akiknek MRI-vizsgálatot írtak elő, és aggódnak a biztonság miatt, ajánlott a jegyzetben idézett internetes oldal felkeresése.

### Lövedékhatás
A mágneses mező szkenneléshez szükséges óriási erőssége miatt (ami gyakran több mint hatvanezerszerese a Föld saját mágneses mezejének) számos baleseti biztonsági előírást tartalmaz az MR használatának leírása. A lövedékhatásból adódó balesetek, amikor a mágnes a szerkezet közelében lévő mágnesezhető tárgyakat vonz be a közepébe, már többször vezetett komoly sérüléshez vagy halálhoz.
A becsapódással járó balesetek elkerülése érdekében az MR-szkenner környezetében tiltott mágnesezhető tárgyakat és berendezéseket nem mágnesezhető változatokra cserélik le, miközben a szkennelési képesség megmarad. Az MR-vizsgálatnak alávetett pácienseknek el kell távolítaniuk magukról minden fémtárgyat (ékszerek, övcsat, gombok, cipzár), és egy köpenyt vagy műtősruhát adnak rájuk.
A mágneses mező és a hozzákapcsolódó lövedékhatásból adódó baleseti kockázat tartós veszélyt jelent – szupravezetőként az MRI-mágnesek akkor is megőrzik mágneses mezejüket, ha a laborban áramkimaradás van.

### Rádiófrekvenciás energia
A proton forgásának gerjesztéséhez szükség van egy erős rádióhullám-behatásra. Ez felhevítheti a páciens testét, és fennáll a hipertermia veszélye, főképp elhízott pácienseknél, vagy hőszabályozási zavarokkal küzdőknél. Számos országban korlátozzák a maximális jellemző abszorpciós rátát, amit a szkenner létrehozhat.

### Perifériás (környéki) idegi stimuláció
A mágneses mező erősségének gyors fel-le állítgatása idegi stimulációt okozhat. Önkéntesek rángatózás-érzésről számoltak be, amikor gyorsan kapcsolgatott mezőknek tették ki őket, különösképpen a szélsőséges értékeknél. A környéki idegek stimulációját az okozza, hogy a változó mező nő a gradienstekercs középpontjától való távolság növekedésével (ami többé-kevésbé egybeesik a mágnes középpontjával).

### Akusztikus zajártalom
A gradiens mező bekapcsolásakor Lorentz-erő hat a gradienstekercsekre, és ez a tekercs apró tágulásait és összehúzódásait hozza létre. Mivel a kapcsolás frekvenciája tipikusan a hallható tartományba esik, az eredményeképpen létrejövő vibráció hangos zajokat eredményez (kattogást vagy sípolást). A legjellegzetesebben a magas erőterű gépeknél és a gyors képalkotó technikáknál jelentkezik ez a hatás, ahol a hang intenzitása elérheti a 120 dB(A)-t (ami egy leszálló sugárhajtású repülő hajtómű-hangjának felel meg). A fülek megfelelő védelme alapvető fontosságú mindenki számára, aki az MR-szobában tartózkodik a vizsgálat alatt.

### Hűtőanyagok
Az MRI-szkenner működéséhez szükséges 1 Tesla nagyságrendbe eső, homogén mágneses mezőt szupravezető tekercs segítségével hozzák létre. Bár a szupravezetés létrejöttéhez szükséges leggyakrabban használt hűtőfolyadékok nem mérgezőek, fizikai tulajdonságaik specifikus kockázatokat jelenthetnek.
A szupravezető mágnes mágneses terének megszüntetését, „quenching”-nek (elfojtásnak vagy oltásnak) nevezik, amely során a cseppfolyós hélium a berendezésből kiforr. Ha a gyorsan párolgó hélium nem tud eltávozni egy külső elvezető nyíláson, amit „oltócsőnek” („quenching pipe”) neveznek, akkor a szkenner-szobába áramlik, ahonnan kiszoríthatja az oxigént, és ez fulladásveszélyt okoz.
A cseppfolyós hélium a legáltalánosabban használt hűtőfolyadék az MRI-szerkezetekben, (a hélium 4,2 K-en elpárolog vagyis folyadék halmazállapotúból gáz halmazállapotúvá válik). A szobák, ahol az MR-készülékeket használják, olyan kialakításúak, hogy ott biztonságosan használható legyen a szerkezet. Szükséges, hogy a szobák fel legyenek szerelve nyomáscsökkentő mechanizmusokkal és gázelvezető rendszerrel, valamint a fent említett, kötelező „oltócsővel”.
Mivel az elfojtás a szupravezető mágnes működéséhez szükséges összes hűtőfolyadék gyors elpárolgását eredményezi, a készülék újraüzemelése rendkívül költséges és időigényes. A spontán elfojtódás szokatlan, de előfordulhat a berendezés hibás működése, a hűtőfolyadék helytelen betöltése, a hűtőfolyadék-tároló szennyeződése, vagy szélsőséges mágneses vagy vibrációs zavar következtében.

### Kontrasztanyagok
A leggyakrabban használt intravénás kontrasztanyagok alapját a gadolínium módozatai adják. Általában ezek az anyagok biztonságosabbak, mint a jód alapú kontrasztanyagok, amelyeket a röntgen radiográfia vagy a CT esetén alkalmaznak. Különösen figyelemre méltó a vese károsodásának alacsonyabb előfordulása, összehasonlítva a jód alapú kontrasztanyagokkal – ez tette a kontraszt javított MR-szkennelést egy lehetséges alternatívává a veserendellenességgel küzdő páciensek számára, akiket egyébként nem lehet alávetni a kontraszt javított CT vizsgálatnak.
Habár a gadolíniumalapú kontrasztanyagok hasznosnak bizonyultak a vese-rendellenességgel küzdő páciensek esetében, a dialízist igénylő, súlyos veseelégtelenségben szenvedő betegek esetén egy ritka, de komoly betegség kockázatát hordozza; ez a szisztémás nefrogén fibrózis, ami kapcsolatba hozható bizonyos gadolíniumtartalmú anyagokkal. Leggyakrabban a gadodiamid nevű vegyülethez kötik, de más anyagok is felelőssé tehetők.
Az esetleges kapcsolat a vegyület és betegség között nem bizonyított, mégis általános érvényű alapelv az Amerikai Egyesült Államokban, hogy dialízises pácienseknél csak a legszükségesebb esetben alkalmazhatók gadolíniumvegyületek, és a szkennelés után olyan gyorsan alá kell vetni dialízisnek a beteget, amilyen gyorsan csak lehet, hogy azonnal eltávolítsák szervezetéből a káros vegyületet. Európában, ahol több gadolíniumtartalmú vegyület használatos, kidolgozták az ilyen anyagok lehetséges rizikótényezőit leíró osztályozást.

### Terhesség
Az MRI semmilyen hatását nem mutatták még ki a magzatra nézve. Ami a leglényegesebb, hogy az MR nem bocsát ki ionizáló sugárzást, amelyre a magzat a leginkább érzékeny. Mégis elővigyázatosságból az általános irányelvek között szerepel, hogy csak akkor vessenek alá várandós anyákat MR-vizsgálatnak, ha ez feltétlenül szükséges. Ez különösen igaz a terhesség első trimeszterére, ekkor lévén az organogenezis időszaka, az a periódus, amikor a magzat szervei kialakulnak. Szkenneléskor ugyanazok a dolgok adhatnak okot aggodalomra terhesség idején, mint az MRI-vel kapcsolatban általában is, annyi eltéréssel, hogy a magzat még érzékenyebb az olyan hatásokra, mint a hő és a zaj. Mindazonáltal mégis van egy plusz kockázati tényező ilyen esetekben, mégpedig a kontrasztanyagok használata; a gadolíniumvegyületekről ismert, hogy áthatolnak a méhlepényen (placenta), így bekerülve a magzat vérkeringésébe is, ezért óvakodni kell az alkalmazásuktól, ha az nem feltétlenül indokolt.
Mindezen aggodalmak ellenére az MRI egyre növekvő fontosságúvá válik a veleszületett rendellenességek diagnosztizálásában és figyelemmel kísérésében, mivel sokkal több diagnosztikus információt nyújt, mint az ultrahangos vizsgálat, és általa elkerülhető a CT által kibocsátott ionizáló sugárzás.
Az MRI-kontrasztanyagok nélküli használata lehetőséget nyújt a magzati daganatok sebészeti beavatkozás nélküli, méhen belüli diagnosztizálásra és vizsgálatára, elsősorban teratomák felismerésére, ezen kívül magzati operációk és más magzati beavatkozások megkönnyítésére. Emellett a szülés megtervezését, a baba biztonságos megérkezését és a vele való bánásmódot is könnyítheti, amely folyamatok egyébként végzetesek lehetnének.

### Klausztrofóbia és diszkomfortérzés
Az MRI-készülékek felépítése miatt meglehetősen kényelmetlen bennük feküdni. A zárt végű MRI-rendszerek régebbi modelljeinél egy meglehetősen hosszú csőbe vagy alagútba kell feküdni. A vizsgálni kívánt testrésszel kell a mágnes közepébe helyezkedni, ami a cső közepén található. Mivel a szkennelési idő ezeknél a régi modelleknél meglehetősen hosszú (alkalmanként akár 40 perc is lehet a teljes procedúra), a vizsgálati személyek sokszor még enyhe klausztrofóbia esetén is képtelenek végig eltűrni egy MR-vizsgálatot mozgolódás nélkül. A modern MR-készülékek általában nagyobb átmérővel rendelkeznek (elérhetik a 70 centimétert) és a szkennelési idők is rövidebbek. Ez kisebb mértékű klausztrofóbiát jelent egy szakasz alatt, és a legtöbb páciens az MRI-vizsgálatot egy ártalmatlan és könnyedén elviselhető műveletnek tartja.
Az ideges páciensek hasznosnak találhatják a következő módszereket:
- Előzetes felkészülés
  - a szkenner megtekintése a szoba megismerése céljából, az asztalon való előzetes fekvés
  - vizualizációs technikák
  - gyógyszeres nyugtatás
  - általános altatás
- Megküzdés a szkennerben
  - egy „pánikgomb” kézben tartása
  - a szemek csukva tartása az idő alatt, amíg bent vannak a csőben (szem-maszk használata)
  - zenehallgatás fejhallgatón vagy egy film nézése egy, a fejre erősített kijelzőn a gépben töltött idő alatt
  - a szkenner szoba megvilágítása, hangok lejátszása, és képek a falon vagy a plafonon

Léteznek különböző alternatív szkenner kivitelezések, mint például a nyitott, vagy álló MRI-rendszerek, ezek szintén nagyon hasznosak lehetnek a szorongás leküzdésében ott, ahol lehetőség van rájuk. Bár a nyitott szkennerek növekvő népszerűségnek örvendenek, azonban alacsonyabb szkennelési minőséggel dolgoznak, mivel kisebb mágneses mezőt használnak, mint a zárt rendszerek. Mindemellett meg kell említeni, hogy a kereskedelemben az 1 teslás nyitott rendszerek újabban kezdenek elterjedtté válni, mivel sokkal jobb képminőséget biztosítanak, mint a korábbi, alacsonyabb mezejű nyitott modellek.
Csecsemők és kisgyermekek esetében gyógyszeres nyugtatást vagy általános altatás az elfogadott, mivel ezek az alanyok nem utasíthatóak arra, hogy maradjanak mozdulatlanok, amíg tart a vizsgálat. Elhízott páciensek és várandós anyák az MRIkészüléket túl szűknek találhatják. Emellett a terhes nőknek problémát okozhat az is, hogy egy órán keresztül mozdulatlanul feküdjenek a hátukon.
Az akusztikus zaj, ami egy MR-készülék működésével jár, tovább fokozhatja a művelettel kapcsolatban fellépő diszkomfort érzést.

## Gazdasági vonatkozások
Az Egyesült Királyságban egy 1,5 Tesla térerejű MRI-készülék ára nagyjából 1,04 millió euró / 1,4 millió amerikai dollár, amihez hozzá tartozik még az üzemeltetési és fenntartási költség is, ami a gép teljes élettartama alatt hasonló nagyságrendű összeget jelent, mint a vásárlási díj. Hollandiában átlagosan az MRI-készülékek ára 1 millió euró körül van, de 2007 decemberében az UMC Utrecht használatba vett egy 7T térerejű vizsgálati eszközt, amely 7 millió euróba került, tehát az árak könnyedén szaladhatnak igen magasra. A pre-polarizációs MRI (PMRI) készülékek, melyek rezisztív elektromágneseket tartalmaznak, egy ideig magukban hordozták az olcsóbb alternatív technika ígéretét. Ennek a módszernek ráadásul bizonyos vizsgálatok esetében vannak előnyei, mint például fém beültetések környékén könnyíti az ízületek vizsgálatát, ugyanakkor nem megfelelő arra, hogy általánosan alkalmazzák a teljes testfelületet érintő képalkotó eljárásként.
Az egészségügyi eszközök forgalmazóinak manapság már igen jelentős jövedelmet jelent az MRI-készülékek árusítása az Egyesült Államokban. Köszönhető ez egyben a biztosítóktól származó kedvező visszafizetési arányoknak, és a különböző közigazgatási programoknak. A biztosítók visszatérítései két komponensből állnak: egyik az eszközre vonatkozó díj, ami az MRI-készülék tényleges működésére és teljesítményére vonatkozik, míg a másik a szakmai díj, ami a radiológusok szakértői véleményére vonatkozik, melyet az MRI felvételről adnak. Az Egyesült Államok északkeleti részén egy eszközre vonatkozó díjat akár 3500 amerikai dollárra / 2600 euróra becsülnek a felmerülő problémákkal kapcsolatos javíttatások esetén. A szakmai díj pedig akár lehet 350 amerikai dollár / 260 euró is vizsgálatonként. Azonban ezeket az igen magasra becsült összegeket ritkán éri el a tényleges juttatás, mivel függ a biztosító cég által meghatározott áraktól és a Medicare díjtáblázatától is, így viszonylag rugalmasan változik a mennyisége. Egy példa erre az az ortopédiai sebész csoport, akik 1116 amerikai dolláros / 825 eurós díjat számláztak fel egy térd MRI-ért 2007-ben, de ebben az évben a Medicare visszatérítése csak 470,91 amerikai dollár / 350 euró volt. Nagyon sok biztosító társaság a biztosítás feltételeként előzetes, hivatalos jóváhagyást kér az esedékes MRI-eljárásról.
2005-ben az Egyesült Államokban, a Deficit Reduction Act sok már használatban lévő készülék esetében lényegesen csökkentette a biztosítási összegeket az eszközre vonatkozó díjak tekintetében. Ez némileg megváltoztatta a teljes biztosítási rendszert, mivel több magánbiztosító is követte az általuk meghatározott árakat.
Az Egyesült Államokban egy agyról készített MRI-felvétel költségei a Medicare-nek biztosított elszámolástól függetlenül, átlagosan egy 403 amerikai dolláros / 300 eurós technikai díj, és egy külön fizetendő díj a radiológusnak, ami nagyjából 93 amerikai dollár / 70 euró. Franciaországban valamennyire más a helyzet, ott egy MRI-vizsgálat hozzávetőlegesen 150 euró / 205 amerikai dollár környékén mozog. Ez az összeg magába foglal három alapvizsgálatot, amik közül az egyik során intravénás kontrasztanyagot is alkalmaznak, és lefed még egy konzultációt a technikussal, illetve egy írásos jelentést a páciens orvosának. Japánban, ha leszámítjuk a kontrasztanyag és az elkészült képek árát, akkor egy MRI-vizsgálat nagyjából 155 amerikai dollár / 115 euró és 180 amerikai dollár / 133 euró között mozog, amihez még hozzájön a radiológus szakmai bérezése, ami 17 amerikai dollár / 12,50 euró. Indiában egy MRI-vizsgálat, amiben nincs benne sem a radiológus szakvéleménye, sem a kontrasztanyag ára, olyan 3000-4000 rúpia (37-49 euró / 50-60 amerikai dollár).

### A készülék túlhasználása
A különböző egészségügyi szervezetek felállítottak bizonyos irányelveket azzal kapcsolatban, hogy az orvosoknak milyen körülmények között kellene MRI-készüléket használni a pácienseken, illetve a túlhasználás ellen is tettek javaslatokat. Bár MRI segítségével jól lehet látni bizonyos egészségügyi problémákat, vagy hasonlóképpen eredményesen lehet alkalmazni egy diagnózis megerősítésére, de az egészségügyi szervezetek mégis inkább azt javasolják, hogy ne az MRI-vizsgálat legyen a legelső ötlet egy diagnózis felállítása során, vagy egy páciens panaszainak a feltérképezése esetén. Úgy határozták meg, hogy az MRI-készüléket elsősorban viszonylag kis hátfájdalom okának feltérképezéséhez használják az orvosok, ennek azonban vannak ellenzői is. Például az ACP (American College of Physicians) felszólalt ezzel az elképzeléssel szemben, merthogy szerintük alapvetően nem tesz jót a pácienseknek ez a fajta vizsgálati eljárás.

## Speciális alkalmazások

### Diffúziós MRI
A diffúziós MRI a biológiai szövetekben a víz molekulák diffúzióját méri. A klinikai gyakorlatban a diffúziós MRI-t sokrétűen fel tudják használni. Alkalmas különböző állapotok (pl. stroke) vagy neurobiológiai rendellenességek (pl. szklerózis multiplex) diagnosztizálására, és segít a központi idegrendszerben a fehérállományi axonok kapcsolódásának részletesebb megértésében. Izotrópikus közegben (példának okáért egy pohár vízben) a vízmolekulák természetes módon random mozognak a turbulencia és Brown-mozgás befolyásolása szerint. Azonban a diffúzió anizotrópikus is lehet abban az esetben, ha a biológiai szövetekben a Reynolds-szám elég alacsony ahhoz, hogy az áramlás lamináris legyen. Például egy molekulának a sejt axonjában viszonylag kevés az esélye, hogy átjusson a myelinhüvelyen. Így ez a molekula főként a neurális rost tengelyén mozog. Tehát, ha tudjuk, hogy egy adott voxelben ezek a molekulák jóformán egy irányba mozognak, akkor feltételezhetjük, hogy az ezen a területen lévő rostok nagy része párhuzamos erre az irányra.
A manapság is fejlődésben lévő diffúziós tenzor képalkotás (DTI) lehetővé teszi a diffúzió mérését több irányból is, illetve minden irányból a töredékes anizotrópia is meghatározható a segítségével, amit minden egyes voxelben ki lehet számolni. Ez segíti hozzá a kutatókat, hogy úgynevezett térképeket készíthessenek a rostok irányáról, ami alapján megállapíthatóak a kapcsolódások a különböző agyi területeken (taktográfia használatával). Valamint ez alapján meg lehet még vizsgálni a neurális károsodásokat és demylenizációt egyes területeken, amik a különböző betegségekhez köthető, mint például a szklerózis multiplex.
Egy másik alkalmazási lehetősége a diffúziós MRI-nek a DWI, diffusion-weighted imaging. Ischaemiás stroke-ot követően a DWI kifejezetten érzékeny a különböző elváltozásokra a károsodott területen. Egyelőre az eredmények alapján arra következtetnek a tudósok, hogy a DWI felvételeken megnövekedett jel annak köszönhető, hogy a citotoxikus ödéma miatt nagyobb lesz a víz diffúziójának gátoltsága. A DWI jel megnövekedése már a stroke szimptómáinak megjelenése után 5-10 perccel észrevehető, ami összehasonlítva a CT-vel igen jó eredmény, mivel a CT gyakran az akut infarktus ideje alatt nem képes kimutatni a különbségeket, csak 4-6 órával utána. A DWI jelváltozás még nagyjából két hétig fennáll a stroke-ot követően. Együtt alkalmazva a kérgi perfúzióval, a tudósok ki tudják emelni azokat a területeket, ahol perfúziós/diffúziós különbség lép fel, így meghatározva azokat az agyi területeket, melyek reperfúziós terápiával talán meg tudnak menteni.
Mint sok más speciális alkalmazást, ezt is gyakran használják echo planáris képalkotással együtt.

### Mágneses rezonancia angiográfia
A mágneses rezonancia angiográfiát (MRA) arra tudják felhasználni, hogy képeket készítsenek az artériákról, ami alapján meg tudják határozni az érszűkületeket vagy verőértágulatot (véredények falának tágulata, ami a felrepedés kockázatával jár együtt). Az MRA-t gyakran használják arra, hogy megvizsgálják a nyaki, agyi, mellkasi, hasi, vese és láb artériákat. Többféle technika is létezik arra, hogy miként generáljanak képeket ezzel a módszerrel. Ilyen például a paramágneses kontrasztanyag (gadolinium) használata, vagy az úgynevezett „áramláshoz kapcsolódó kiemelés” technikája, aminél a képen látható jel nagy részét az éppen azon a felületen átfolyó vér adja. Azok a technikák, amik fázis felhalmozódással járnak (melyek úgy is ismertek, mint fázis ellentét angiográfia), szintén alkalmasak arra, hogy az áramlás sebességét könnyen és pontosan feltérképezzék velük. A mágneses rezonancia venográfia (MRV) pontosan ugyanezen az elven működik, csak éppen a
vénákról lehet képet készíteni vele. Ezzel a módszerrel a szövetet alulról stimulálják, miközben azonnal összegyűjtik a jeleket a stimulált rész felett található szövetekről, ezáltal képet készítve a vénás vérről, ami éppen áthaladt a stimulált részen.

### Mágneses rezonancia spektroszkópia
A mágneses rezonancia spektroszkópiát (MRS) arra használják, hogy megmérjék a különböző metabolitok mennyiségét a test szöveteiben. Az MR-jel egy olyan spektrumot a rezonanciákból, amelyek megfelelnek a különböző gerjesztett állapotban lévő izotópok molekuláris elrendeződésének. Ezt a fajta lenyomatot arra szokták használni, hogy diagnosztizáljanak bizonyos anyagcserezavarokat, különös tekintettel azokra, amik befolyásolják az agyműködést, és hogy információt nyerjenek a daganatos elváltozások anyagcseréjéről.
A mágneses rezonancia spektroszkópia képalkotás (MRSI) összefogja a spektroszkópiát és a képalkotási eljárásokat, hogy létre lehessen hozni térben lokalizált spektrumokat a vizsgált mintáról vagy páciensről. A térbeli felbontás lényegesen alacsonyabb (az elérhető jel-zaj viszonytól függően), de a spektrum sok metabolitról tartalmaz információt minden voxelben. Mivel az elérhető jelet arra használják, hogy térbeli és spektrum információkat kódoljanak vele, ezért az MRSI igen magas jel-zaj viszonyt igényel, amit csak a nagyobb térerőre képes készülékekkel lehet elérni (3 Tesla és afölött).